# A Noite Passada no Telegraph Club
A Noite Passada no Telegraph Club é um romance histórico estadunidense para jovens adultos escrito por Malinda Lo e publicado em 19 de janeiro de 2021 pela Dutton Books for Young Readers. Ambientado na década de 1950 em São Francisco, conta a história de Lily Hu, uma adolescente filha de imigrantes chineses, que começa a explorar sua sexualidade.
O romance foi recebido positivamente, recebendo críticas positivas da Kirkus Reviews e da Publishers Weekly e recebeu o National Book Award de Literatura Jovem.

## Contexto
A história de A Noite Passada no Telegraph Club foi publicada pela primeira vez por Malinda Lo em uma antologia como conto, intitulada "Ano Novo". Lo teve a ideia quando ouviu falar dos bares lésbicos que funcionavam em North Beach, perto da Chinatown de São Francisco.
Lo passou três anos escrevendo o livro. Durante sua pesquisa para a escrita, Lo visitou a Sociedade Histórica GLBT. A autora também se baseou em sua própria experiência indo a bares lésbicos para escrever algumas das cenas. A ficção pulp lésbica da época faz uma aparição importante no romance.
O livro de Lo foi influenciado por Tipping the Velvet, de Sarah Waters, e The Price of Salt, de Patricia Highsmith. Ela também se inspirou em Podres de Ricos, de Kevin Kwan, ao decidir usar notas de rodapé para momentos em que palavras chinesas aparecem. Lo também menciona Rise of the Rocket Girls, de Nathalia Holt, e Wide-Open Town: A History of Queer San Francisco to 1965, de Nan Alamilla Boyd, como dois livros que ela estava lendo ao escrever o conto original, que influenciaram sua escrita. O título foi inspirado no romance Last Night at the Blue Angel: A Novel, de Rebecca Rotert.
Enquanto Lo pesquisava para A Noite Passada no Telegraph Club, ela aprendeu sobre Margaret Chung, a primeira mulher sino-americana a se formar na faculdade de medicina e que é amplamente considerada lésbica. Ela também se inspirou na ativista asiático-americana Merle Woo, que aparece em Wide-Open Town.
A Noite Passada no Telegraph Club se passa na Era Espacial, com personagens lendo e reagindo a romances de ficção científica, incluindo The Exploration of Space, de Arthur C. Clarke, e The Crônicas Marcianas, de Ray Bradybury. Tanto Lily quanto Kath têm interesse de estudar aeronáutica apesar dos obstáculos educacionais e sociais colocados em seus caminhos. A tia de Lily, Judy, trabalha no Laboratório de Propulsão a Jato e é impactada pelo caso contra o Dr. Hsue-shen Tsien. A influência política de Joseph McCarthy permeia o romance tanto em termos do movimento anti-LGBT "Lavender Scare" quanto do anti-comunista "Red Scare". Este último ameaça a cidadania de muitos personagens de Chinatown no romance, incluindo o pai de Lily.

## Histórico de publicação
Os direitos de publicação de A Noite Passada no Telegraph Club na América do Norte foram adquiridos por Andrew Karre, editor da Dutton Books for Young Readers, no início de 2017, por meio do agente de Lo, Michael Bourret. O lançamento do livro estava inicialmente previsto para 2019. Em junho de 2020, a Penguin Random House começou a anunciar o lançamento do livro, que foi adiado para 19 de janeiro de 2021.

### Livro complementar
Em setembro de 2021, a Publishers Weekly relatou que os direitos de um livro complementar foram adquiridos por Andrew Karre, a ser publicado em 2022. Chamado A Scatter of Light, ele conta a história de Aria Tang West, que está ligada às duas personagens principais de A Noite Passada no Telegraph Club. Lo começou a escrever A Scatter of Light em 2013, mas só recebeu uma oferta pela história em 2017, depois que Karre se ofereceu para comprar os direitos dela e de A Noite Passada no Telegraph Club. De acordo com a autora, eles concordaram em publicar primeiro A Noite Passada no Telegraph Club em resposta ao "pesadelo da administração Trump ". Depois de retornar a ele, Lo criou uma conexão entre as duas histórias.
O livro foi lançado em 4 de outubro de 2022.

### No Brasil
A edição brasileira do livro foi publicada pela editora Verus, do Grupo Editorial Record, no dia 31 de outubro de 2022.

## Recepção
Kirkus Reviews deu ao livro de Lo uma crítica estrelada, dizendo que é "o romance adolescente histórico, interseccional e lésbico que tantos leitores estavam esperando". Eles elogiaram a história "queer positiva" de Lo e notaram o quão bem, por meio de sua pesquisa, a autora "habilmente coloca camadas de detalhes ricos" sobre a personagem principal e sobre Chinatown. Ashleigh Williams, do School Library Journal, comentou sobre os vários temas presentes no livro, mas disse que "uma abundância de detalhes pesa sobre o enredo". Williams também criticou o foco pesado da história na construção do mundo, mas elogiou o desenvolvimento dos relacionamentos da personagem principal e concluiu chamando A Noite Passada no Telegraph Club de uma "obra pensativa e rica de ficção histórica queer".
A Publishers Weekly comentou sobre a incorporação da culinária e da cultura chinesas por Lo na história, que inclui notas de rodapé explicativas. Eles também observaram como a autora "evoca a São Francisco dos anos 1950 com habilidade, ao mesmo tempo em que transcende a historicidade por meio de uma exploração sincera da identidade e do amor". A publicação deu ao romance uma crítica estrelada e o destacou em sua lista de "Melhores Livros" de 2021.
Em novembro de 2021, a National Book Foundation anunciou que A Noite Passada no Telegraph Club havia recebido o National Book Award de Literatura Jovem. Esta foi a primeira vez que um livro para jovens adultos com uma mulher LGBT como personagem principal ganhou o National Book Award. Em seus elogios, um dos jurados disse que o romance "brilha de desejo e vibra de sensualidade enquanto o romance lésbico brilha contra o medo e a intolerância". Durante seu discurso de aceitação, Malinda Lo falou sobre "diversidade e inclusão e viver em uma época em que muitos livros estão sob o cerco de pessoas que avançam e tentam impor visões conservadoras".
Em janeiro de 2022, o livro recebeu o Prêmio Stonewall Book de Literatura Jovem Adulta, o Prêmio Asiático/Pacífico Americano de Literatura Jovem e uma Honra Michael L. Printz.

## Banimento
Em 2024, o livro foi proibido no Texas pelo Distrito Escolar Independente de Katy, sob a alegação de que o romance "adota, apoia ou promove a fluidez de gênero" apesar de também proferir uma política anti-bullying que protege as violações dos direitos do aluno.
Lo é co-autora, com a Penguin, a Iowa State Education Association e vários outros autores, em um processo judicial em andamento contra a proibição de livros de Iowa de 2023, que afeta A Noite Passada no Telegraph Club.
Em maio de 2025, o Conselho de Educação da Carolina do Sul proibiu o livro e outros nove sob regulamentos que proíbem "material sexual". Em um artigo de opinião publicado no South Carolina Daily Gazette, Lo criticou o conselho por se concentrar apenas na representação do sexo no livro, escrevendo "Esta é uma interpretação fundamentalmente errada do romance e um grande mal-entendido do propósito da ficção."